# بيتر س. بي. فيليبس
بيتر س. بي. فيليبس (بالإنجليزية: Peter C. B. Phillips)‏ هو اقتصادي نيوزلندي، ولد في 23 مارس 1948 في وايمث في المملكة المتحدة.